# Almondbury
Almondbury är en ort i distriktet Kirklees, i grevskapet West Yorkshire, i England. Denna ward hade 17 657 invånare år 2021. Almondbury var en civil parish fram till 1924 när blev den en del av Huddersfield. Denna civil parish hade 15 637 invånare år 1921. Byn nämndes i Domedagsboken (Domesday Book) år 1086, och kallades då Almaneberie.